# Sainte-Lucie-de-Porto-Vecchio
Pour les aspects administratifs et démographiques de Sainte-Lucie-de-Porto-Vecchio, consulter l'article Zonza.
Sainte-Lucie-de-Porto-Vecchio est une localité de Corse-du-Sud constituant la façade maritime de la commune de Zonza, située dans le département de la Corse-du-Sud et la collectivité territoriale de Corse.
Elle occupe une position centrale au sein de l'ancienne piève de Porto-Vecchio, dans le sud-est de l'île. Séparée du village de Zonza (village d'Alta Rocca) par une chaîne de montagnes culminant à 1 483 mètres d'altitude, elle en est distante de 17 kilomètres à vol d'oiseau et de 46 kilomètres par la route.

## Géographie
Constituant la façade littorale de la commune de Zonza, Sainte-Lucie-de-Porto-Vecchio est une petite agglomération d'urbanisation récente. Traversée par le Cavo, elle se situe à 3 kilomètres de la côte et comporte plusieurs hameaux. Le site se développe rapidement avec des constructions nouvelles d'habitations et de commerces. Une annexe de la mairie de Zonza y est installée.

### Situation
Sainte-Lucie-de-Porto-Vecchio est une localité située dans le sud-est de l'île, à l'extrémité septentrionale de la Pian d'Avretu, grande plaine s'étendant vers le sud-ouest jusqu'à Monacia-d'Aullène.

### Géologie et relief

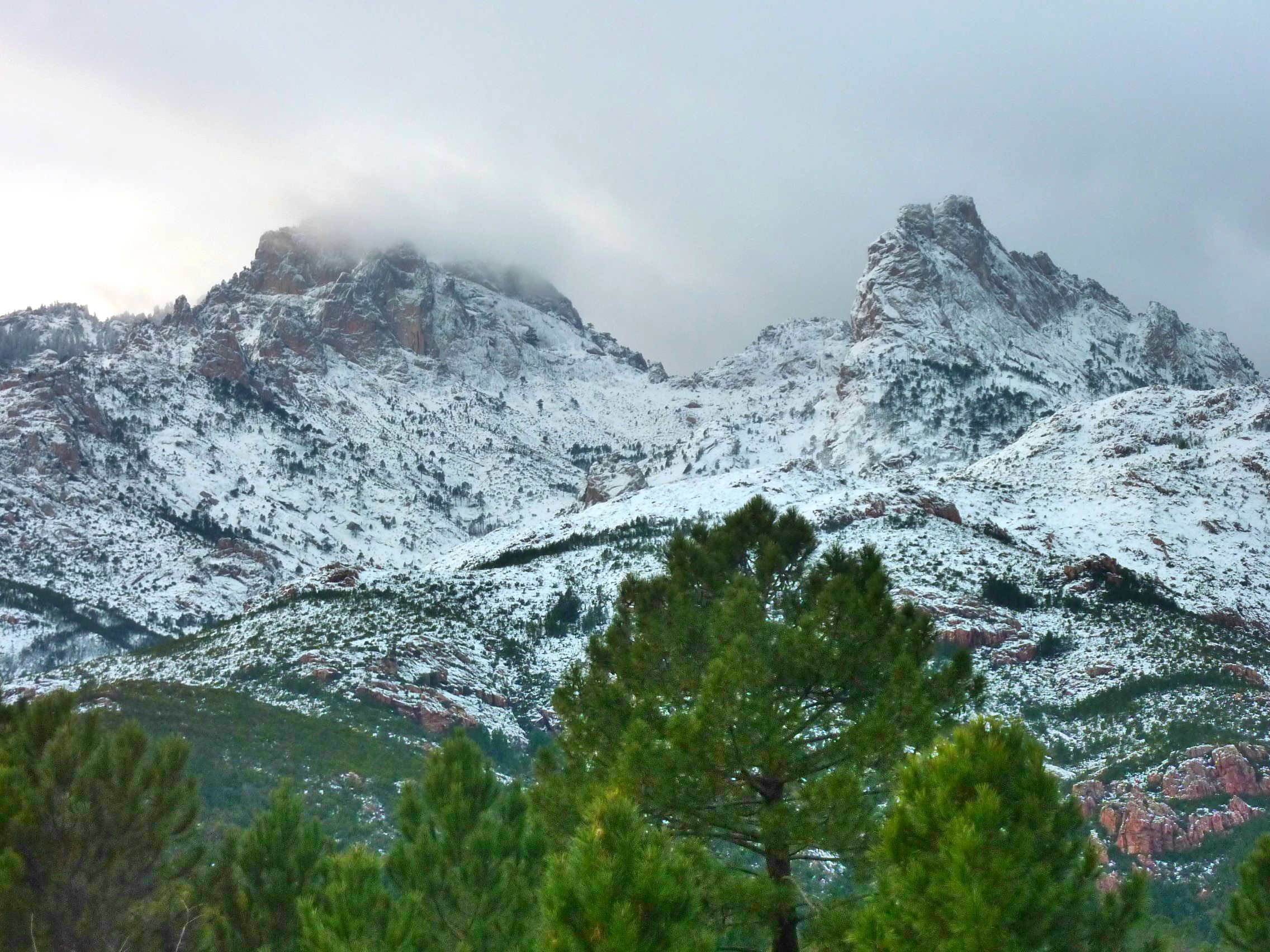
Vue hivernale de la Punta Buvone et de la Punta di Bonifacio, en haute vallée du Cavo.

Le territoire de Sainte-Lucie-de-Porto-Vecchio s'étend aux pieds du massif granitique du Monte Incudine. Depuis la Punta Velaco (1 483 m) au nord-ouest, il s'étend le long de la vallée du Cavo jusqu'à la mer Tyrrhénienne à l'est. Le village central est bâti en plaine, à 55 mètres d'altitude.

### Hydrographie

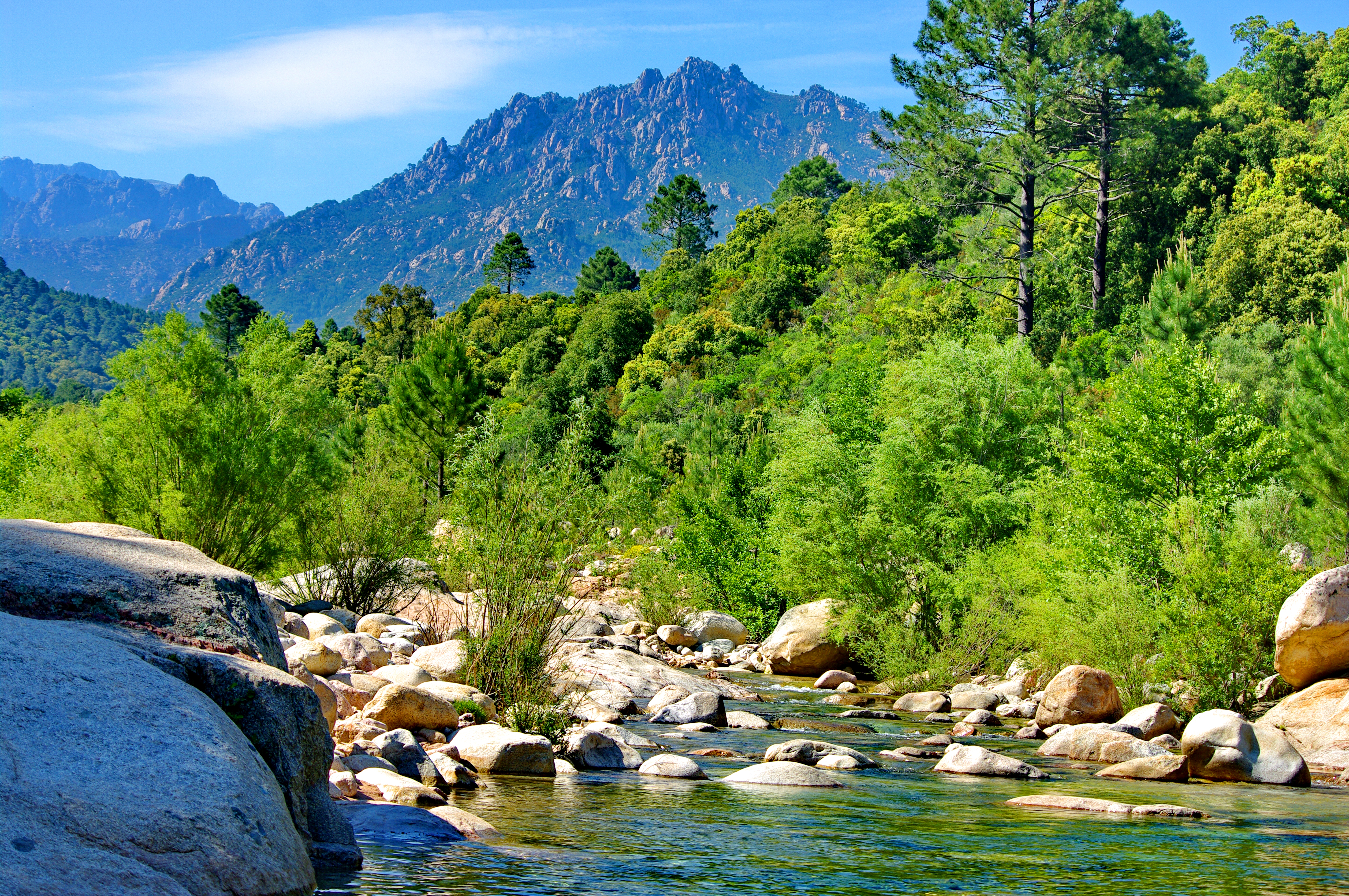
Vue du cours du Cavo en moyenne vallée, en amont de Taglio Rosso.

Le territoire de Sainte-Lucie-de-Porto-Vecchio est assimilable au bassin versant du Cavo, fleuve long de 21,9 km.

### Climat et végétation
Le territoire Sainte-Lucie-de-Porto-Vecchio est profondément contrasté, entre la moyenne montagne (culminant à 1 483 mètres d'altitude) et la plaine littorale de basse altitude où se concentrent les zones habitées. Le climat est globalement de type méditerranéen, avec une saison sèche estivale assez longue, de l'ordre de trois mois à basse altitude mais s'atténuant régulièrement lorsqu'on s'élève.
La couverture végétale diffère selon les étages. Les flancs du massif sont couverts de forêts, majoritairement de pins en altitude (forêts de l'Ospedale et de San Martinu). À l'étage inférieur, le tapis végétal est un maquis épais et haut, avec de nombreux chênes verts et chênes-lièges.

### Voies de communication et transports

#### Accès routiers
On accède à Sainte-Lucie-de-Porto-Vecchio par la RN 198, axe majeur de l'île qui relie Bonifacio à Bastia et traverse le village.
La D168A dessert la plupart des hameaux de Sainte-Lucie-de-Porto-Vecchio depuis le village central, jusqu'à Pinarello au sud-est et Taglio Rosso au nord-ouest.
La D468 permet d'accéder à Pinarello depuis Porto-Vecchio.

## Urbanisme
Sainte-Lucie-de-Porto-Vecchio se compose de trois noyaux d'habitations principaux :

### Sainte-Lucie-de-Porto-Vecchio
Sainte-Lucie-de-Porto-Vecchio est le principal village de la partie littorale de la commune de Zonza. S'y trouve notamment la petite église Sainte-Lucie. Une annexe de la mairie se trouve sur la D 168A en direction de Pinarello. Construit en plaine à 55 mètres d'altitude, il est notamment traversé par la RT 10, anciennement RN 198 (à 15 km de Porto-Vecchio et 56 km d'Aléria), au bord de laquelle se sont lentement développés l'habitat récent ainsi que de nombreux commerces. Le village possède des boutiques, une supérette d’alimentation, une maison médicale et pharmacie, une station de carburant et une librairie et offre une multitude de services de locations de vacances.

### Pinarello

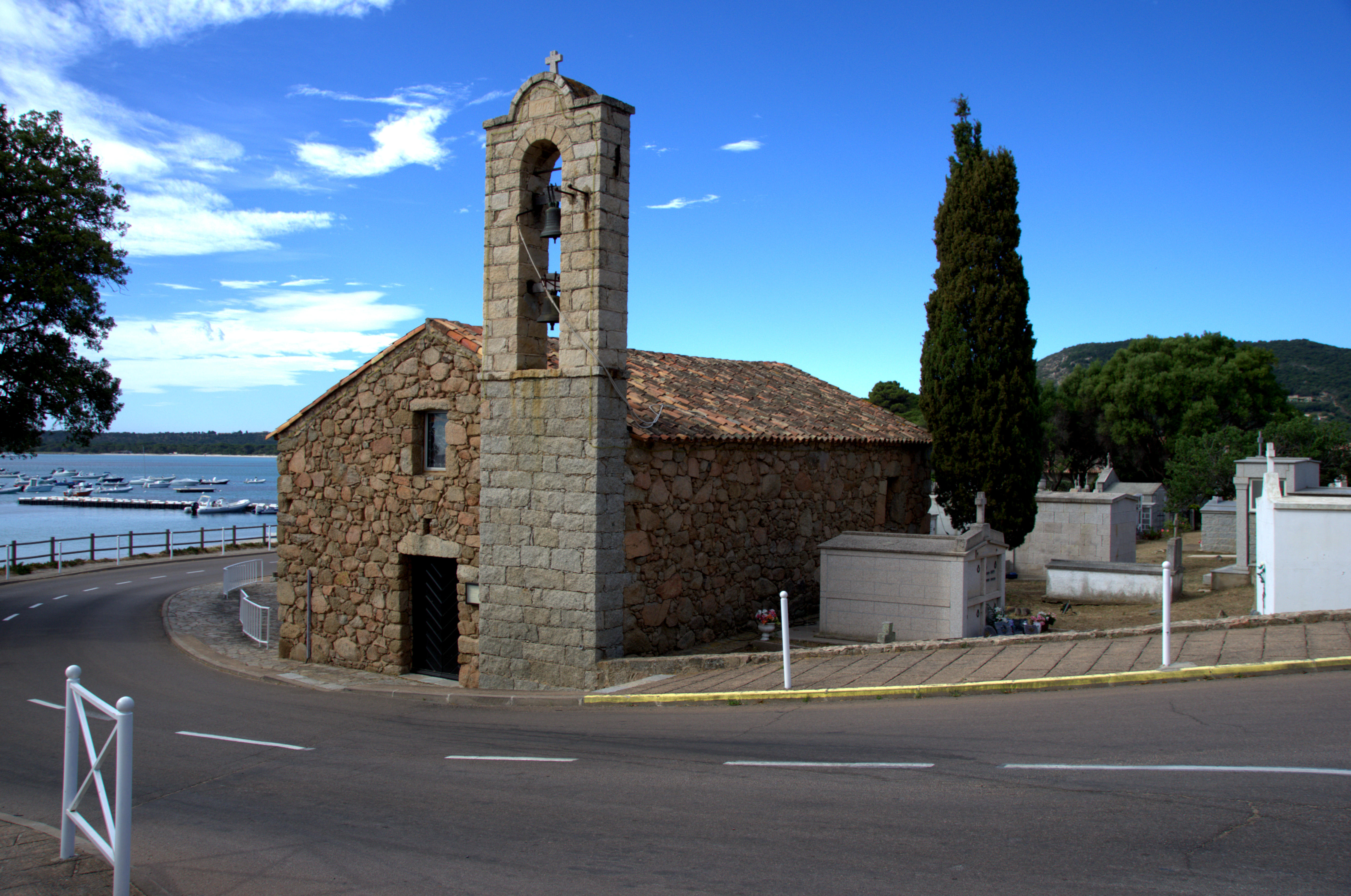
Vue de la chapelle Saint-Joseph de Pinarello.

Pinarello est un hameau construit sur les côtes de la baie du même nom. Historiquement centré autour de la petite chapelle située en bord de mer, il s'est peu à peu étendu depuis une cinquantaine d'années sur les collines jouxtant le littoral nord de la baie. C'est un petit port de pêche et de plaisance qui offre au sud, une magnifique plage de sable blanc que longe une pinède de 10 ha.

### Taglio Rosso
Taglio Rosso est un hameau construit à 103 mètres d'altitude en basse vallée du Cavo. Situé en amont du village de Sainte-Lucie-de-Porto-Vecchio, il se trouve à proximité des ruines de l'ancienne église Sainte-Lucie. Desservi par la D168A, il est un point de passage obligé pour les baigneurs et randonneurs qui sillonnent les moyenne et haute vallées du Cavo.

### Autres lieux-dits
Au sud-est, Baca (regroupant Tighine, Pascialella, Foce, Fiori et Ferrulajolu).
Sur la presqu’île, Cirendino (dont Araso) et Vallincone.
Au nord de Pinarello, la Testa (dont Vardiola). 
Au nord de la commune, la petite marine de Fautea.

## Toponymie
Le nom corse le plus courant pour le village est Santa Lucìa di Portivechju. Noté Santa Lucia sur les cartes d'État-major au milieu du XIXe siècle, le nom a été francisé dans la deuxième moitié du XXe siècle. Son appartenance à l'ancienne piève de Porto-Vecchio explique la présence de ce toponyme dans le nom du village. On entend aussi localement Santa Lucìa di Zonza.
Taglio Rosso est nommé U Taddu Russu en corse.

## Histoire
Comme la plupart des villages de la piève de Porto-Vecchio, Sainte-Lucie-de-Porto-Vecchio fut fondé par des bergers originaires d'Alta Rocca, en particulier de la piève de Carbini, qui effectuaient autrefois la transhumance entre la plaine littorale et leur village d'origine. Il s'agissait du lieu où les bergers de Zonza faisaient paître leurs troupeaux durant l'hiver.
Le 30 octobre, la brusque montée des eaux du Cavo, qui vit son débit multiplié par dix en l’espace d’une demi-heure, sur une largeur de 100 mètres dévala la pente, entraînant rochers, arbres, poteaux téléphoniques et inondant toutes les habitations situées sur les berges, de Taglio Rosso à Sainte-Lucie-de-Porto-Vecchio qui se trouva isolée du reste de l’île. Cette inondation s'est produite en même temps que celle de la Solenzara, générant là aussi d'importants dégâts. Des coulées de boue se produisirent également dans presque tout l'arrondissement de Sartène, tant du côté de Propriano que du côté de Porto-Vecchio.

## Culture locale et patrimoine

### Lieux et monuments

#### Architecture sacrée
- Église Sainte-Lucie à Sainte-Lucie-de-Porto-Vecchio ;
- Ancienne église Sainte-Lucie en ruines, à proximité de Taglio Rosso ;
- Chapelle Saint-Joseph à Pinarello ;
- Chapelle Saint-Antoine-de-Padoue à Taglio Rosso.

#### Architecture civile
Deux tours génoises se trouvent sur le littoral de Sainte-Lucie-de-Porto-Vecchio :

##### Tour de Fautea
Situation
La tour de Fautea est située à la Punta di Fautea, au Sud de Fautea
Historique

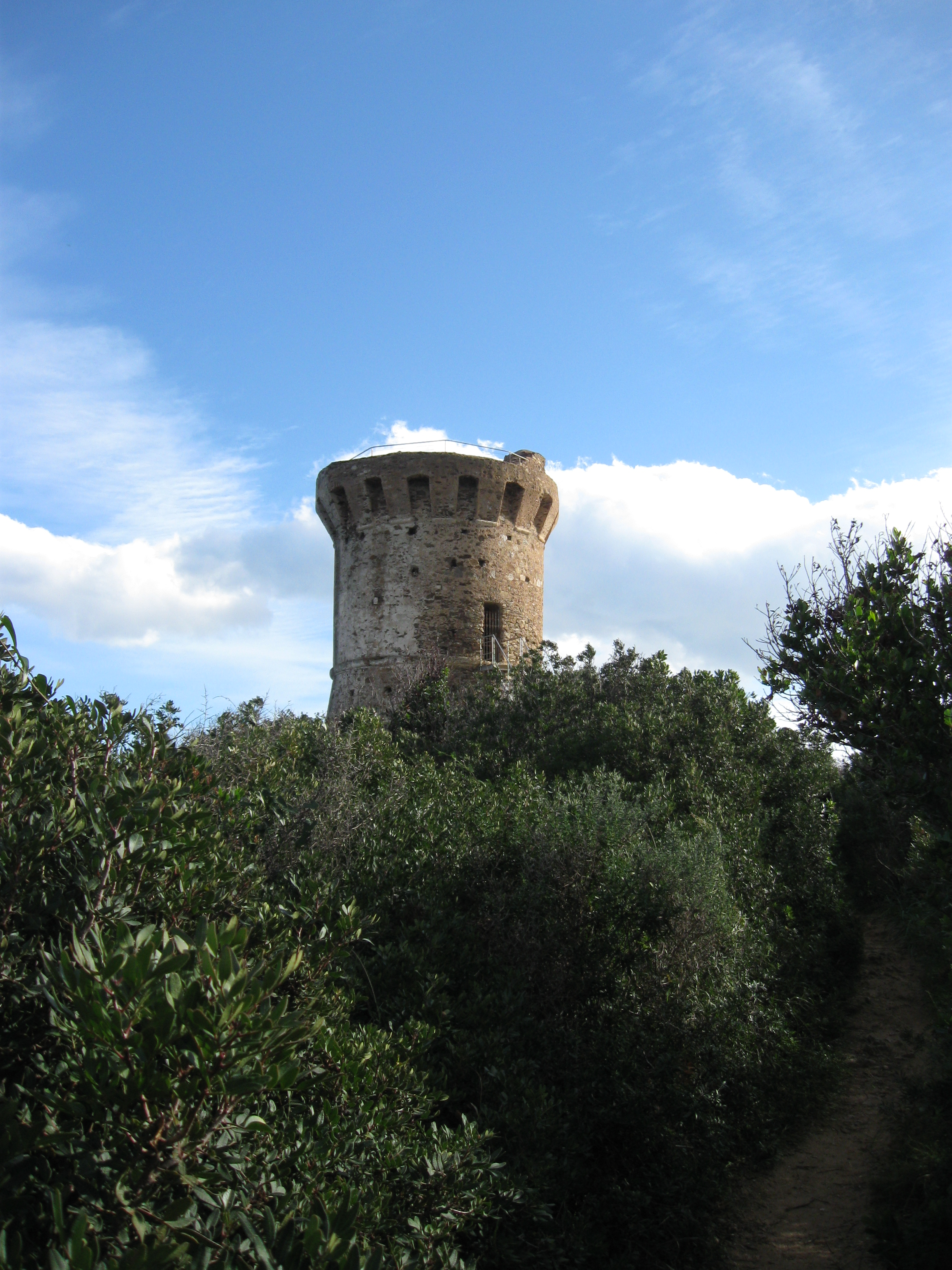
Tour de Fautea.

En 1573 puis en 1585, la construction d'une tour de défense est demandé par la population pour contenir les attaques barbaresques dans la région de Porto-Vecchio.

De 1586 à 1588, sous l'impulsion d'Antonio Pellerano et d'Antonio Belmosto l'idée de la défense des côtes prend forme. 6 tours devront être construite dans la région : 2 en 1589, 2 en 1590 et  2 en 1591.

En 1589, après l'inféodation des terres, la construction des tours commencent.

Le 2 juin 1592 la construction de la tour débute. En raison des incursions fréquentes des barbaresques, une compagnie de 50 hommes fut chargée de surveiller et de protéger le chantier.

En 1651, la tour est attaquée et prise par les turcs. Les défenseurs sont capturés, la tour est brûlée et les assaillants pillent et ravagent la région. 

En 1660, il est établi que la tour n'a plus d'artillerie à la suite d'une nouvelle attaque turque, les assaillants s'en étant emparés.

En 1664, la tour est armée d'un mascolo (canon) (it)  
On sait grâce à un inventaire de 1672, que cette tour possède comme armement : 1 canon de fer hors d'usage, un mascolo (canon) (it), un spingardo (it), quatre mousquets et quatre armes d'hast.

De nouveau réparée, elle reste en service jusqu'au début du XVIIIe siècle.

En 1857, elle est affectée au service des ponts et chaussées
 
Devenue une ruine, en état de délabrement avancé, la Fédération des Associations et Groupements pour les Études Corses (FAGEC), l'Association pour la Recherche dans le Sud-Est de la Corse (ARSEC), la  Direction régionale des Affaires culturelles (DRAC), le Conseil général de la Corse-du-Sud, les communes de Zonza et de Conca et avec l'aide de particuliers, financèrent, en 1979, les travaux d'urgence pour la stabilisation, la consolidation puis la rénovation de la tour. 
 
En 1987, faute de crédit les travaux sont arrêtés.

En 1988, un mécène allemand permet la relance des travaux.
En 1989, la réhabilitation  de la tour est effective grâce au financement du Conservatoire de l'espace littoral et des rivages lacustres.
 
La tour génoise de Faotea ou Fautea est classée Monument historique

##### Tour de Pinarello
Situation

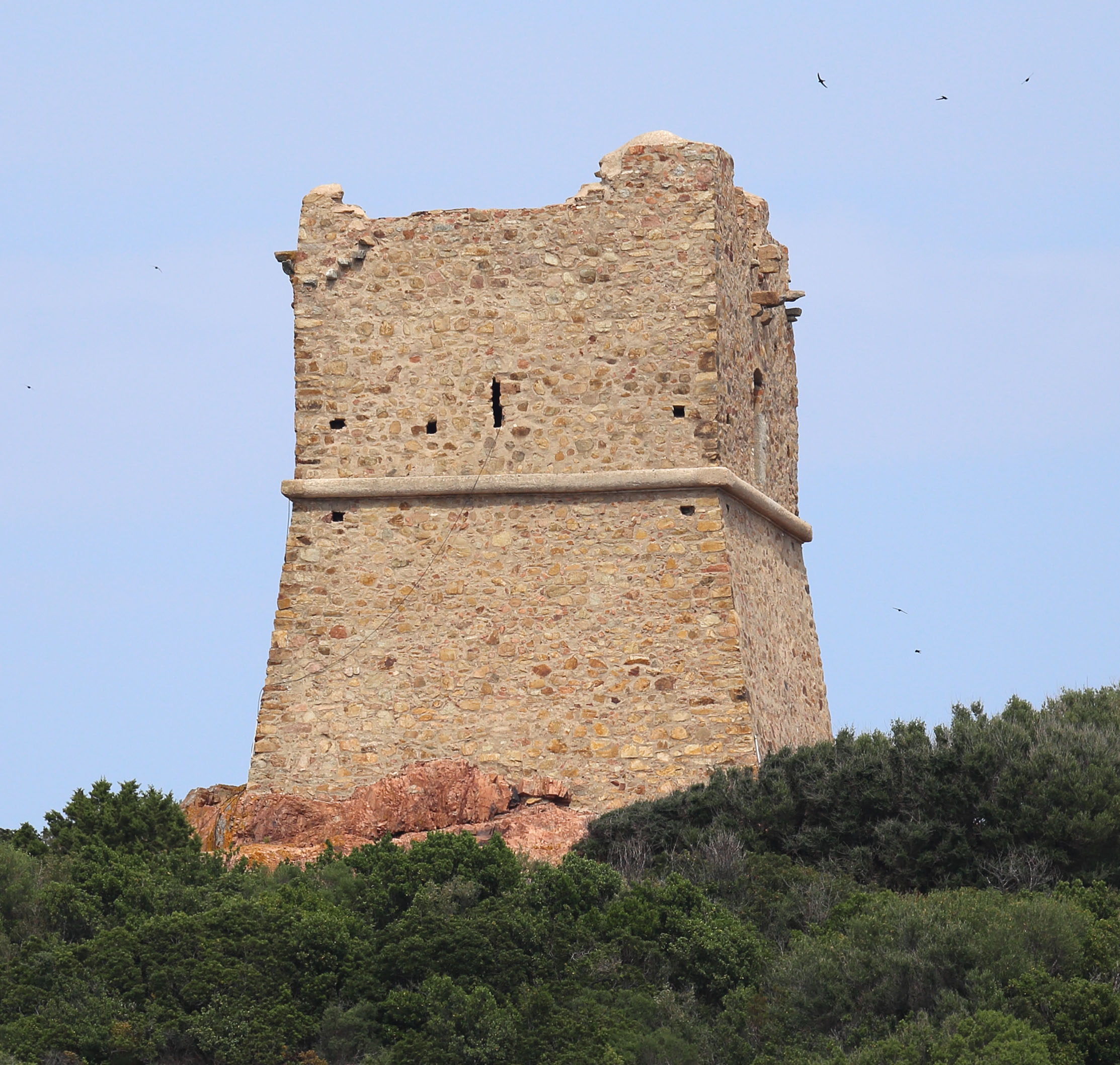
Tour de Pinarello.

La tour de Pinarello se tient sur un îlot au sud du golfe du même nom.
Historique
En 1573 puis en 1585, la construction d'une tour de défense est demandée par la population pour contenir les attaques barbaresques dans la région de Porto-Vecchio.

De 1586 à 1588, sous l'impulsion d'Antonio Pellerano et d'Antonio Belmosto l'idée de la défense des côtes prend forme. 6 tours devront être construites dans la région : 2 en 1589, 2 en 1590 et  2 en 1591.

En 1589, après l'inféodation des terres, la construction des tours commence.

En 1591, la tour de Pinarello est terminée.

En 1617, la tour est gardée par 1 capo et 2 soldats payés par le sénat de Sartène.
En 1652 elle est attaquée et prise par les Turcs. Les défenseurs sont capturés et la tour est brûlée.
Reconstruite, on sait grâce à un inventaire de 1672, que cette tour possède comme armement : 1 canon de fer, 1 mascolo (canon) (it), 4 mousquets et 3 armes d'hast.
En 1703 elle est à nouveau attaquée par les Turcs. De nouveau réparée, elle restera en service jusqu'en 1738.
La tour génoise de Pinarello ou d'Isoli di Corsi est inscrite au titre des Monuments historiques.